# Dragkamp vid olympiska sommarspelen 1904
Dragkamp var en gren vid de olympiska sommarspelen 1904. De tävlande lagen var klubblag och därför kunde ett land skicka mer än ett lag. USA tog samtliga tre medaljer.

## Medaljsummering
| Pl. | Nation | Guld | Silver | Brons | Totalt |
| --- | ------ | ---- | ------ | ----- | ------ |
| 1   | USA    | 1    | 1      | 1     | 3      |

## Medaljer
| Spel     | Guld | Silver | Brons |
| Dragkamp | USA (Milwaukee Athletic Club) Oscar Olson Sidney Johnson Henry Seiling Conrad Magnusson Patrick Flanagan | USA (Southwest Turnverein of Saint Louis No. 1) Max Braun William Seiling Orrin Upshaw Charles Rose August Rodenberg | USA (Southwest Turnverein of Saint Louis No. 2) Charles Haberkorn Frank Kugler Charles Thias Harry Jacobs Oscar Friede |

## Resultat

### Kvartsfinaler
Förlorarna slogs ut ur turneringen.
| Vinnare                                         | Förlorare          |
| ----------------------------------------------- | ------------------ |
| Milwaukee Athletic Club (USA)                   | Boers (RSA)        |
| Southwest Turnverein of Saint Louis No. 1 (USA) | Pan-Hellenic (GRE) |
| New York Athletic Club (USA)                    | Bye                |
| Southwest Turnverein of Saint Louis No. 2 (USA) | Bye                |

### Semifinaler
| Vinnare                       | Förlorare                                       |
| ----------------------------- | ----------------------------------------------- |
| Milwaukee Athletic Club (USA) | Southwest Turnverein of Saint Louis No. 1 (USA) |
| New York Athletic Club (USA)  | Southwest Turnverein of Saint Louis No. 2 (USA) |

### Final
Vinnaren fick guldmedaljen, medan förloraren var tvungen att spela mot vinnaren bland de två semifinalistförlorarna.
| Vinnare                       | Förlorare                    |
| ----------------------------- | ---------------------------- |
| Milwaukee Athletic Club (USA) | New York Athletic Club (USA) |

### Silversemifinal
Vinnaren i denna match fick spela om silver och brons.
| Vinnare                                         | Förlorare                                       |
| ----------------------------------------------- | ----------------------------------------------- |
| Southwest Turnverein of Saint Louis No. 1 (USA) | Southwest Turnverein of Saint Louis No. 2 (USA) |

### Silverfinalen
Laget The New York team dök inte upp till denna match, vilket gjorde att silvret gick till Saint Louis No. 1 team.

### Bronsfinalen
The New York team dök heller inte upp till bronsmatchen, vilket gjorde att bronset gick till Saint Louis No. 2.

## Slutlig ställning
| Placering | Lag                                       | Nation    |
| --------- | ----------------------------------------- | --------- |
| 1         | Milwaukee Athletic Club                   | USA       |
| 2         | Southwest Turnverein of Saint Louis No. 1 | USA       |
| 3         | Southwest Turnverein of Saint Louis No. 2 | USA       |
| 4         | New York Athletic Club                    | USA       |
| 5-6       | Pan-Hellenic                              | Grekland  |
| 5-6       | Boers                                     | Sydafrika |